# Кеклен, Эрик
Эри́к Кекле́н (фр. Eric Koechlin, ᴇrik kᴇklɛ̃; 11 ноября 1950, Париж, Франция — 9 ноября 2014, Сен-Мартен-д’Ардеш, Ардеш, Франция) — французский гребец, бронзовый призёр чемпионата мира по гребному слалому (1973).
Участник летних Олимипийских игр в Мюнхене (1972) и трех чемпионатов мира по гребному слалому (1969, 1971 и 1973). На мировом первенстве в швейцарском Муотатале (1973) завоевал бронзовую медаль в командных соревнованиях.
По окончании спортивной карьеры перешёл на тренерскую работу, был начальником сборной каноистов на летних Олимпийских играх в Пекине (2008), в последние годы являлся региональным директором Национального института спорта и физической культуры.